# Carlina
|  | Per a altres significats, vegeu «Carlisme». |

Carlina (Carlina) és un gènere de plantes angiospermes de la família de les asteràcies (Asteraceae). Són plantes natives d'Europa, Sibèria, l'Àsia occidental, el nord d'Àfrica i la Macaronèsia.

## Descripció
Són plantes herbàcies perennes, les fulles poden variar entre enteres i pinnatisectes, habitualment amb el marge dentat i espinós, poden ser basals o disposar-se de manera alternada. Les flors es troben agrupades en capítols que poden ser sèssil o tenir un petit peduncle, habitualment són solitaris però en alguns casos es poden trobar agrupats en corimbes. El seu involucre acostuma a estar format per moltes fileres de bràctees escarioses. Totes les flors són hermafrodites i de forma tubular amb cinc lòbuls, poden ser de color rosa, porpra o groc. El fruit és un aqueni amb papus.

## Taxonomia
Aquest gènere va ser publicat per primer cop l'any 1753 al segon volum de l'obra Species Plantarum del botànic suec Carl von Linné (1707-1778).

### Espècies
Dins del gènere Carlina es reconeixen les 30 espècies següents:
- Carlina acanthifolia All.
- Carlina acaulis L.
- Carlina atlantica Pomel
- Carlina barnebiana B.L.Burtt & P.H.Davis
- Carlina biebersteinii Bernh. ex Hornem.
- Carlina brachylepis (Batt.) Meusel & A.Kástner
- Carlina canariensis Pit.
- Carlina corymbosa L.
- Carlina curetum Heldr.
- Carlina diae (Rech.f.) Meusel & A.Kástner
- Carlina falcata Svent.
- Carlina frigida Boiss. & Heldr.
- Carlina graeca Heldr. & Sartori
- Carlina guittonneaui Dobignard
- Carlina hispanica Lam.
- Carlina involucrata Poir.
- Carlina kurdica Meusel & A.Kástner
- Carlina lanata L.
- Carlina libanotica Boiss.
- Carlina nebrodensis Guss. ex DC.
- Carlina oligocephala Boiss. & Kotschy
- Carlina pygmaea Holmboe
- Carlina racemosa L.
- Carlina salicifolia (L.f.) Cav.
- Carlina sicula Ten.
- Carlina sitiensis Rech.f.
- Carlina texedae Marrero Rodr.
- Carlina tragacanthifolia Klatt
- Carlina vulgaris L.
- Carlina xeranthemoides L.f.

### Híbrids
S'han descrit els següents híbrids naturals:
- Carlina × bakariensis E.Mayer
- Carlina × vayredae Gaut.

### Sinònims
Els següents noms científics són sinònims heterotípics de Carlina:
- Athamus Neck.
- Carlowizia Moench
- Chromatolepis Dulac
- Lyrolepis Rech.f.
- Mitina Adans.

## Usos
Hi ha espècies com ara la Carlina acaulis que ha estat utilitzada en medicina a Europa fins al Plantilla:Segle XIX, tanmateix les seves arrels encara són utilitzades a la medicina tradicional dels Balcans.